# General Atomics
General Atomics è un appaltatore della difesa americano con sede a San Diego, California specializzato principalmente nei settori dell'energia nucleare e militare.
General Atomics sviluppa sistemi che vanno dal ciclo del combustibile nucleare agli aeromobili a pilotaggio remoto, sistemi e sensori per aerei e laser.

## Storia
General Atomics (GA) fu fondata il 18 luglio 1955 a San Diego, California come divisione energia nucleare di General Dynamics "ai fini di sfruttare la potenza dell'energia nucleare per il bene del genere umano".
I primi uffici di General Atomics si trovavano a Hancock Street, San Diego.
General Atomics utilizzò anche una scuola, sempre a San Diego, in Barnard Street come sede provvisoria, in seguito divenne sede del programma di educazione a sostegno della ricerca sull'energia nucleare.
General Atomics, compresa la sua affiliata General Atomics Aeronautical Systems, è il più importante appaltatore della difesa di San Diego, i primi cinque appaltatori, in ordine di fatturato nell'anno fiscale 2013 furono General Atomics, seguito da Northrop Grumman, General Dynamics-NASSCO, BAE Systems, e SAIC

## Prodotti
- Energia[2]

General Atomics è fornitore di soluzioni energetiche basate sull'energia nucleare o altre fonti di energia come biocarburanti derivate da microalghe.
- Sistemi elettrici ed elettromagnetici

General Atomics è costruttore di sistemi elettrici ed elettromagnetici adatti ad una grande varietà di applicazione, e inoltre fornitrice di tecnologie di levitazione magnetica per i trasporti pubblici.
- Sensori per aerei e aeromobili a pilotaggio remoto[3]

General Atomics è un costruttore di aerei a pilotaggio remoto, sensori per aerei, sistemi di comunicazione, stazioni di controllo per droni e laser ad alta potenza.

## Società affiliate
- General Atomics Aeronautical Systems, Inc. (GA-ASI)
- General Atomics Electronic Systems, Inc. (GA-ESI)
- ConverDyn
- Cotter Corporation
- Heathgate Resources Pty. Ltd.
- Nuclear Fuels Corporation
- Rio Grande Resources Corporation
- TRIGA International
- Spezialtechnik Dresden GmbH — STD

## Sensibilizzazione e formazione
Dal 1992 il General Atomics Science Education Outreach Program con dipendenti volontari di General Atomics e insegnanti di scienza di San Diego ha l'obbiettivo di migliorare la qualità dell'istruzione scientifica per incoraggiare gli studenti ad intraprendere carriere inerenti a materie scientifiche.
Nel 1995 il programma è stato ampliato con il General Atomics Sciences Education Foundation con l'obbiettivo di migliorare l'istruzione scientifica pre-universitaria, dall'ingegneria allo sviluppo di nuove tecnologie.

## Curiosità
Viene citata nella saga di videogiochi Fallout come una delle più importanti costruttrici di robot e auto a propulsione nucleare nel mondo pre-bellico prima del conflitto nucleare narrato nella saga.